# Racine-Sattley Company
Racine-Sattley Company war ein US-amerikanischer Hersteller von Fahrzeugen.

## Unternehmensgeschichte
Das Unternehmen entstand 1903 als Zusammenschluss der Racine Wagon & Carriage Company mit der Sattley Manufacturing Company. Der Sitz war in Racine in Wisconsin. Das Hauptprodukt waren Kutschen. H. E. Miles und Hans Sattley leiteten das Unternehmen. Beide zogen sich 1909 zurück. George H. Yule wurde neuer Präsident, Logan Hay Vizepräsident, George B. Lourie Sekretär, T. M. Kearney Schatzmeister und der Automobilingenieur P. H. Connolly Superintendent der Automobilabteilung. 1910 begann die Produktion von Automobilen. Der Markenname lautete Racine-Sattley. Das erste Fahrzeug wurde 1910 auf der Chicago Automobile Show präsentiert. 1911 endete die Kraftfahrzeugproduktion.
1914 führte eine Reorganisation zur Racine Carriage Company.

## Kraftfahrzeuge
Die Fahrzeuge hatten einen Vierzylindermotor. Er kam von der Holbrook-Armstrong Iron Company auf der anderen Straßenseite.